# Saint-Sulpice-des-Rivoires
Pour les articles homonymes, voir Saint-Sulpice.
Saint-Sulpice-des-Rivoires est une commune française située dans le département de l'Isère, en région Auvergne-Rhône-Alpes.

## Géographie

### Situation et description
Saint-Sulpice-des-Rivoires est une commune, située dans la partie septentrionale du département de l'Isère, dans l'ancien canton de Saint-Geoire-en-Valdaine et incorporé dans le canton du Grand-Lemps depuis 2014.
Outre le chef-lieu, la commune est composée de nombreux hameaux :
Champbouquet, le Mollard, le Donni, les Rivoires, le Ruat, les Rajans, les Courrières, les Communaux, Platière, la Maladière, le Paradis, la Montagne, le Bessey.

### Communes limitrophes
Saint-Sulpice-des-Rivoires compte cinq communes limitrophes :

### Climat
Pour des articles plus généraux, voir Climat d'Auvergne-Rhône-Alpes et Climat de l'Isère.
En 2010, le climat de la commune est de type climat des marges montargnardes, selon une étude du Centre national de la recherche scientifique s'appuyant sur une série de données couvrant la période 1971-2000. En 2020, Météo-France publie une typologie des climats de la France métropolitaine dans laquelle la commune est exposée à un climat de montagne ou de marges de montagne et est dans la région climatique Alpes du nord, caractérisée par une pluviométrie annuelle de 1 200 à 1 500 mm, irrégulièrement répartie en été.
Pour la période 1971-2000, la température annuelle moyenne est de 9,7 °C, avec une amplitude thermique annuelle de 17,2 °C. Le cumul annuel moyen de précipitations est de 1 396 mm, avec 10,5 jours de précipitations en janvier et 7,4 jours en juillet. Pour la période 1991-2020, la température moyenne annuelle observée sur la station météorologique de Météo-France la plus proche, « Pont-de-Beauvoisin », sur la commune du Pont-de-Beauvoisin à 9 km à vol d'oiseau, est de 11,8 °C et le cumul annuel moyen de précipitations est de 1 166,3 mm,. Pour l'avenir, les paramètres climatiques de la commune estimés pour 2050 selon différents scénarios d'émission de gaz à effet de serre sont consultables sur un site dédié publié par Météo-France en novembre 2022.

### Hydrographie
Le principal cours d'eau de la commune est la Bièvre, un affluent du Rhône de 21,3 km. La Bièvre prend sa source au nord-est du mont Cuchet (710 m), à 648 m d'altitude, sur la commune voisine de Montferrat mais en limite du territoire de Saint-Sulpice-des-Rivoires, à moins de 4 km du lac de Paladru.

### Voies de communication
Le territoire communal est situé en dehors des grands axes de communication.

## Urbanisme

### Typologie
Au 1er janvier 2024, Saint-Sulpice-des-Rivoires est catégorisée commune rurale à habitat dispersé, selon la nouvelle grille communale de densité à sept niveaux définie par l'Insee en 2022.
Elle est située hors unité urbaine. Par ailleurs la commune fait partie de l'aire d'attraction de Grenoble, dont elle est une commune de la couronne,. Cette aire, qui regroupe 204 communes, est catégorisée dans les aires de 700 000 habitants ou plus (hors Paris),.

### Occupation des sols
L'occupation des sols de la commune, telle qu'elle ressort de la base de données européenne d’occupation biophysique des sols Corine Land Cover (CLC), est marquée par l'importance des territoires agricoles (76,8 % en 2018), une proportion identique à celle de 1990 (76,8 %). La répartition détaillée en 2018 est la suivante : 
zones agricoles hétérogènes (46,4 %), forêts (23,2 %), prairies (20,4 %), terres arables (10 %). L'évolution de l’occupation des sols de la commune et de ses infrastructures peut être observée sur les différentes représentations cartographiques du territoire : la carte de Cassini (XVIIIe siècle), la carte d'état-major (1820-1866) et les cartes ou photos aériennes de l'IGN pour la période actuelle (1950 à aujourd'hui).

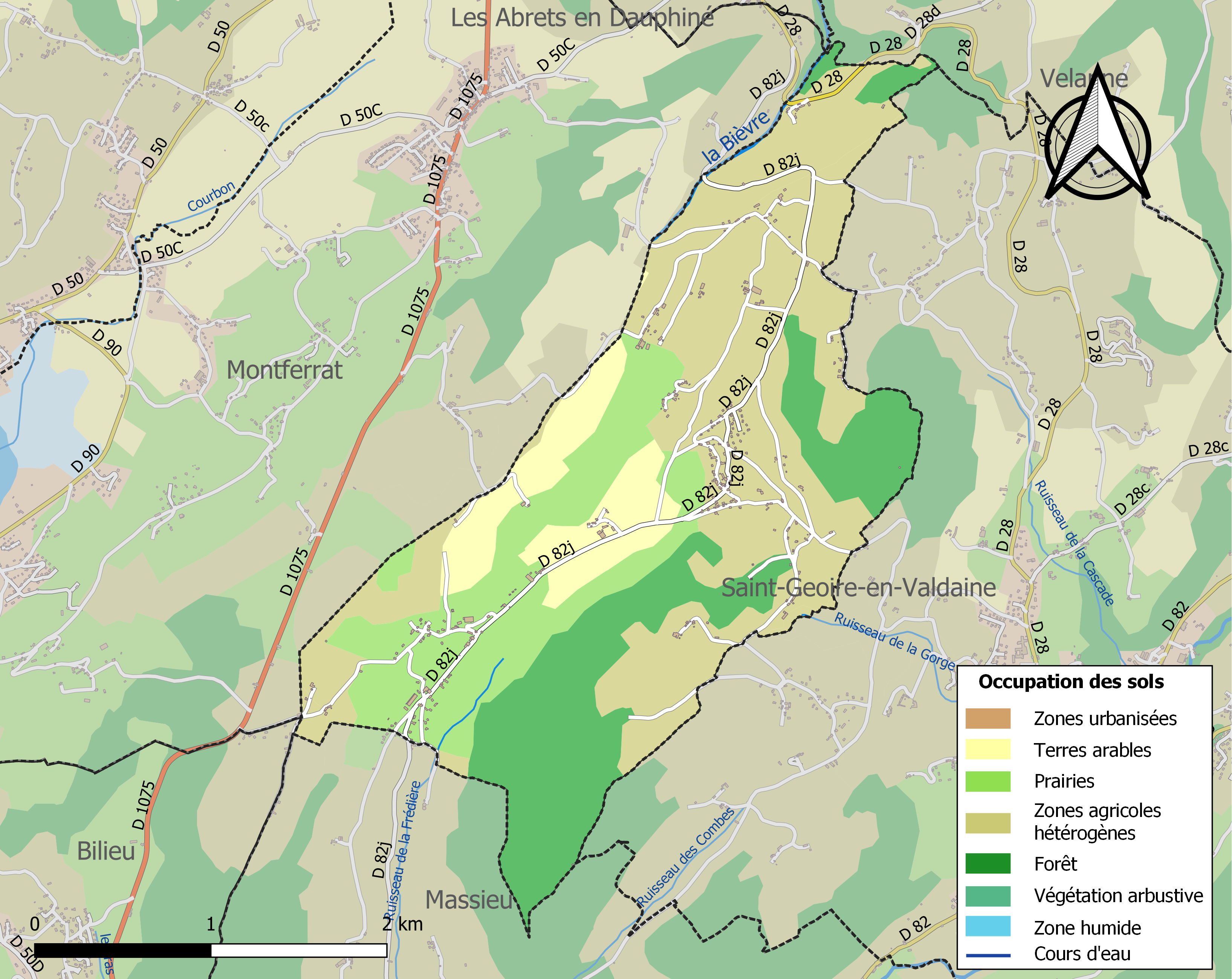
Carte des infrastructures et de l'occupation des sols de la commune en 2018 (CLC).

### Risques naturels et technologiques

#### Risques sismiques
L'ensemble du territoire de la commune de Saint-Sulpice-des-Rivoires est situé en zone de sismicité no 3 (sur une échelle de 1 à 5), comme la plupart des communes du secteur géographique du lac de Paladru, mais en limite de la zone no 4.
| Type de zone | Niveau            | Définitions (bâtiment à risque normal) |
| ------------ | ----------------- | -------------------------------------- |
| Zone 3       | Sismicité modérée | accélération = 1,1 m/s2                |

## Histoire
Le territoire actuel de Saint-Sulpice-des-Rivoires faisait partie de la commune de Saint-Geoire-en-Valdaine avant d'être détaché le 16 avril 1884 et de devenir une commune indépendante. Le premier conseil municipal de la commune se tint le 18 mai 1884 sous la présidence d'Étienne Giroud Capet, le premier maire.
La carte de Cassini (1777) fait état de trois hameaux sur le territoire de Saint-Sulpice-des-Rivoires : les Hautes-Rivoires (le Bourg actuel), les Basses-Rivoires et Rasan (devenu les Rajans).
Une nouvelle paroisse fut créée en 1858 et placée sous le vocable de Saint-Sulpice. L'église fut bâtie en 1860 (clocher actuel) puis remaniée en 1890. La mairie-école fut inaugurée en 1888. Un monument aux morts fut érigé en 1922 en hommage aux 18 rivoirins morts durant la première guerre mondiale. La commune fut reliée au réseau électrique en 1927 puis au réseau d'eau potable sous pression en 1962.

## Politique et administration

### Liste des maires
| Période                                  | Période  | Identité             | Étiquette | Qualité  |
| ---------------------------------------- | -------- | -------------------- | --------- | -------- |
| avant 1988                               | -        | Joseph Tripier Champ |           |          |
| 2008                                     | 2014     | Alain Giroud-Capet   |           |          |
| 2014                                     | 2018     | Catherine Balland    |           |          |
| 2018                                     | En cours | Marcel Collombin     | SE        | Retraité |
| Les données manquantes sont à compléter. |          |                      |           |          |

## Population et société

### Démographie
L'évolution du nombre d'habitants est connue à travers les recensements de la population effectués dans la commune depuis 1886. Pour les communes de moins de 10 000 habitants, une enquête de recensement portant sur toute la population est réalisée tous les cinq ans, les populations de référence des années intermédiaires étant quant à elles estimées par interpolation ou extrapolation. Pour la commune, le premier recensement exhaustif entrant dans le cadre du nouveau dispositif a été réalisé en 2005.

En 2022, la commune comptait 427 habitants, en évolution de −1,39 % par rapport à 2016 (Isère : +3,07 %, France hors Mayotte : +2,11 %).
| 1886 | 1891 | 1896 | 1901 | 1906 | 1911 | 1921 | 1926 | 1931 |
| ---- | ---- | ---- | ---- | ---- | ---- | ---- | ---- | ---- |
| 504  | 474  | 455  | 437  | 423  | 420  | 290  | 321  | 324  |

| 1936 | 1946 | 1954 | 1962 | 1968 | 1975 | 1982 | 1990 | 1999 |
| ---- | ---- | ---- | ---- | ---- | ---- | ---- | ---- | ---- |
| 287  | 295  | 256  | 250  | 217  | 222  | 256  | 343  | 411  |

| 2005 | 2006 | 2010 | 2015 | 2020 | 2022 | - | - | - |
| ---- | ---- | ---- | ---- | ---- | ---- | - | - | - |
| 417  | 411  | 450  | 435  | 431  | 427  | - | - | - |

### Enseignement
- L'école est une classe unique dirigée par Claire Blayo sur la période de 2009/2010 puis de 2012 à aujourd'hui, on compte actuellement 19 élèves[21].
- Association Sou des Écoles organise une grande manifestation de la randonnée (pédestre, équestre et VTT) chaque premier dimanche de septembre. En 2009, 1 140 personnes ont participé aux « 3 randos ».

### Médias
Historiquement, le quotidien à grand tirage Le Dauphiné libéré consacre, chaque jour, y compris le dimanche, dans son édition du Voironnais à la Chartreuse, un ou plusieurs articles à l'actualité du village et de ses environs, ainsi que des informations sur les éventuelles manifestations locales, les travaux routiers, et autres événements divers à caractère local.
La commune est située sur l'aire de diffusion de radio Ici Isère, une radio publique qui émet sur tout le territoire du département de l'Isère.

### Cultes
La communauté catholique et l'église de Saint-Sulpice-des-Rivoires (propriété de la commune) dépendent de la paroisse Saint-Jacques de la Marche qui comprend vingt autres églises du secteur. Cette paroisse est rattachée au diocèse de Grenoble-Vienne.

## Culture et patrimoine

### Lieux et monuments
- Église paroissiale Saint-Sulpice de Saint-Sulpice-des-Rivoires
- Monuments aux morts communal

### Personnalités liées à la commune

Quelques photos de lieux et de bâtiments de la commune de de Saint-Sulpice-des-Rivoires
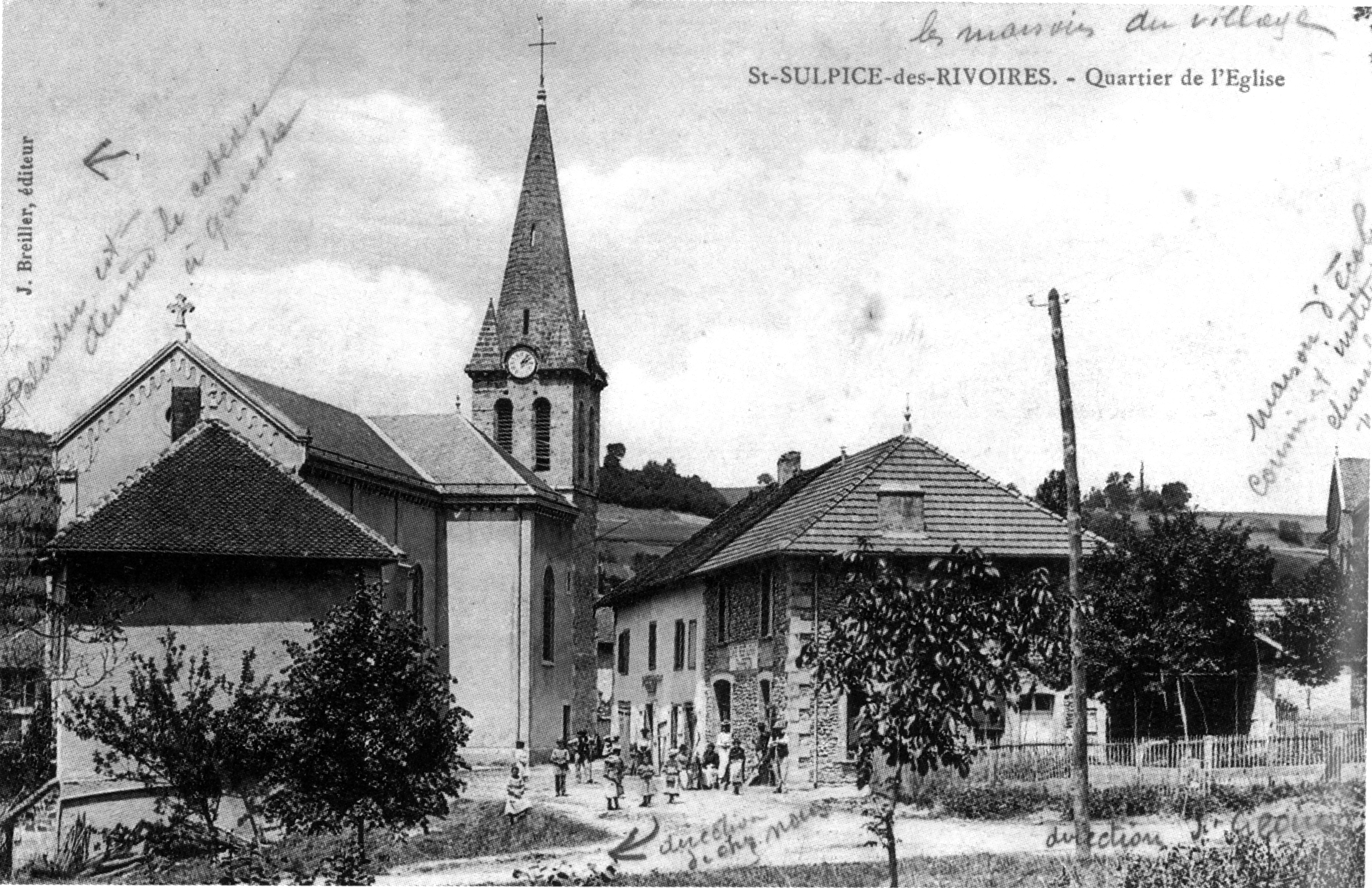
Le quartier de l'église en 1908
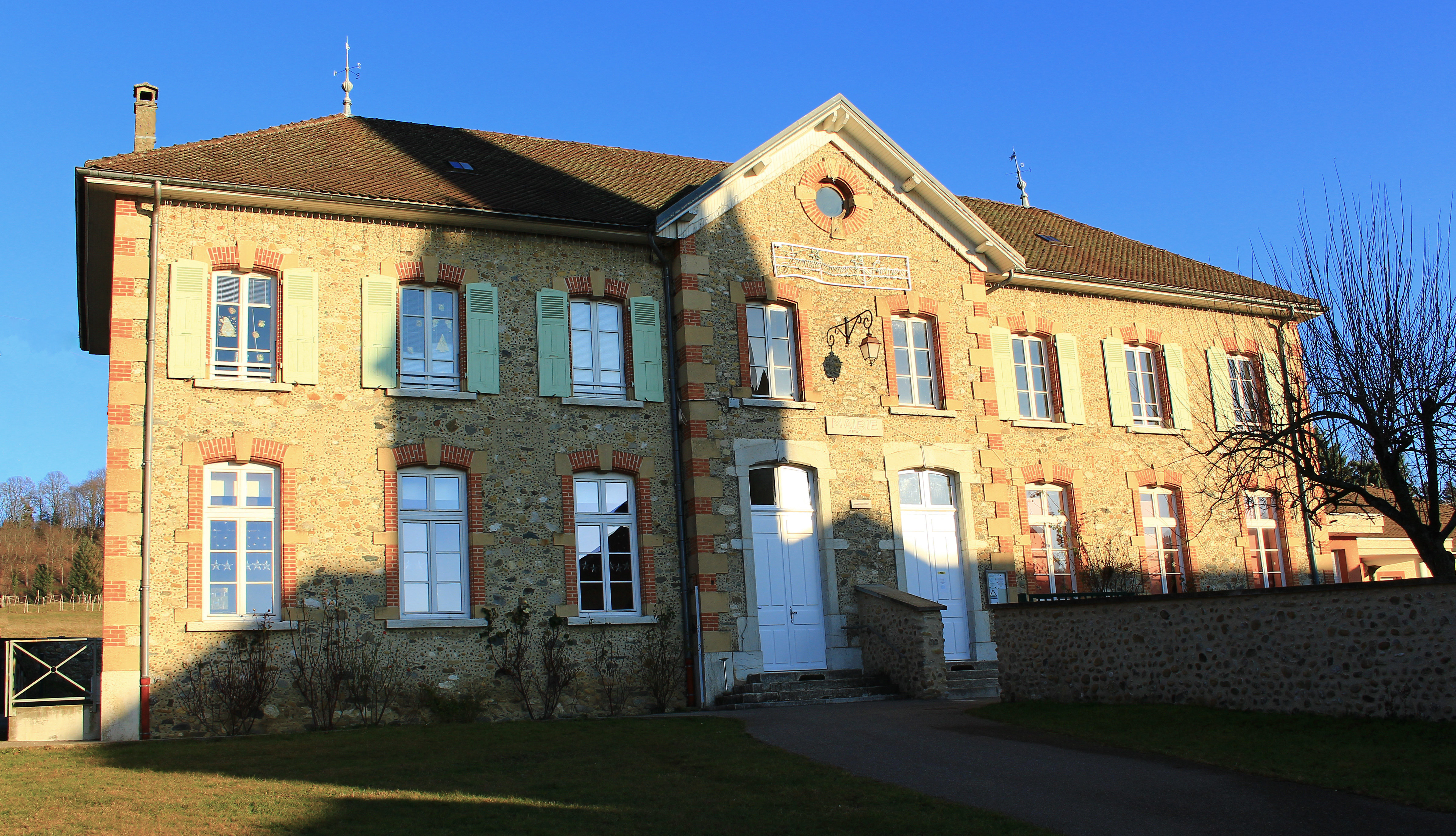
La mairie-école
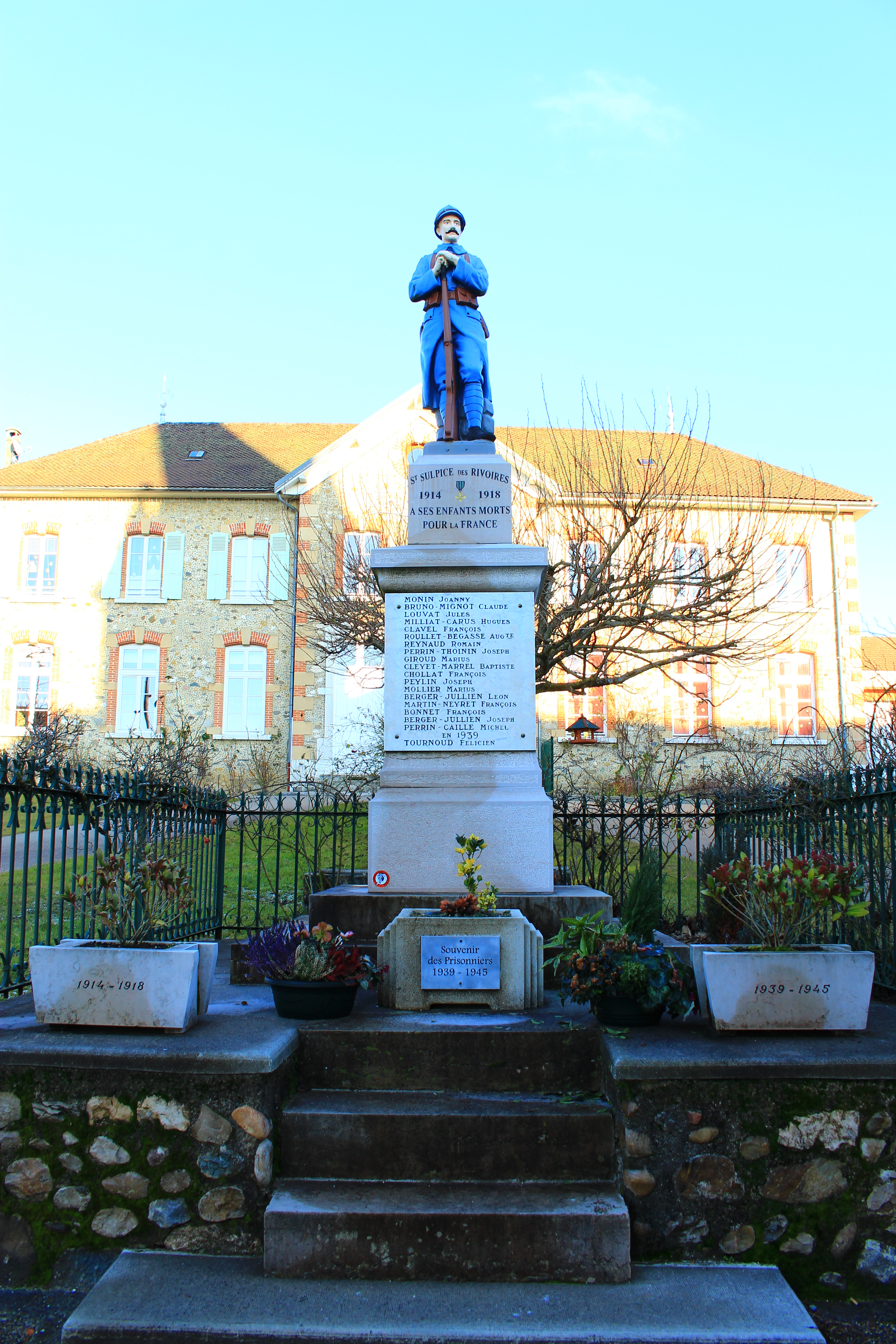
Le monument aux morts
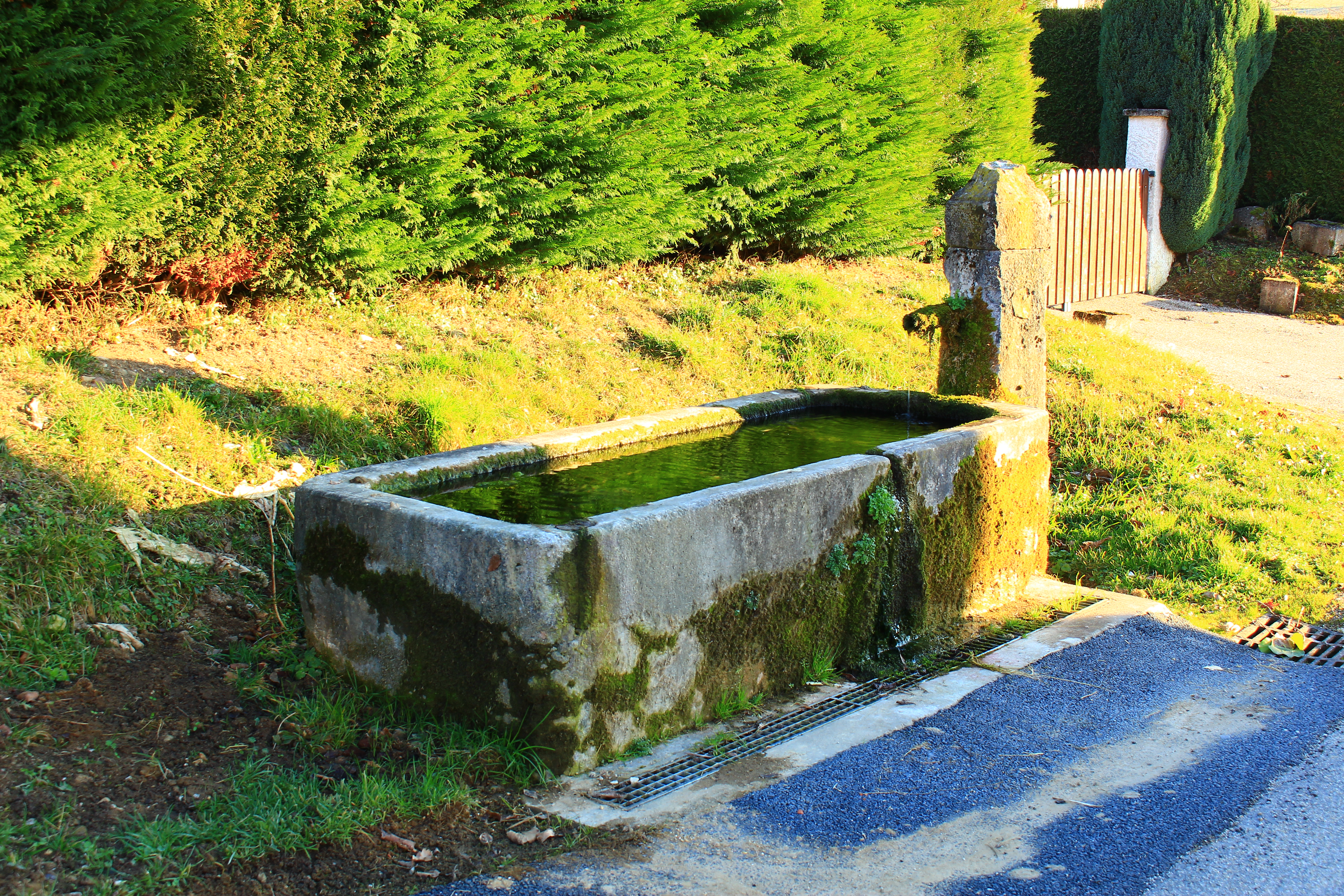
La fontaine du Cholat
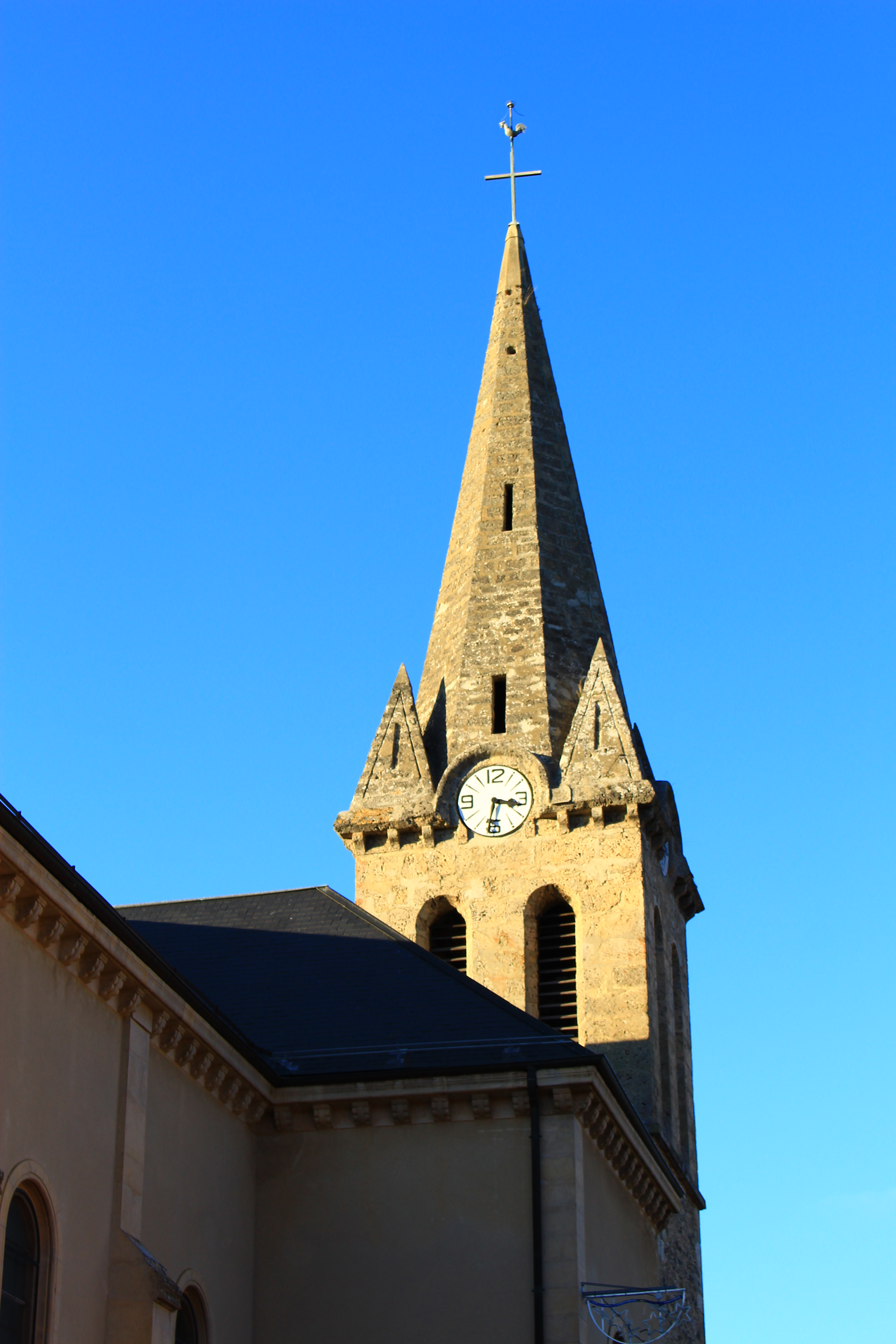
Le clocher de l'église
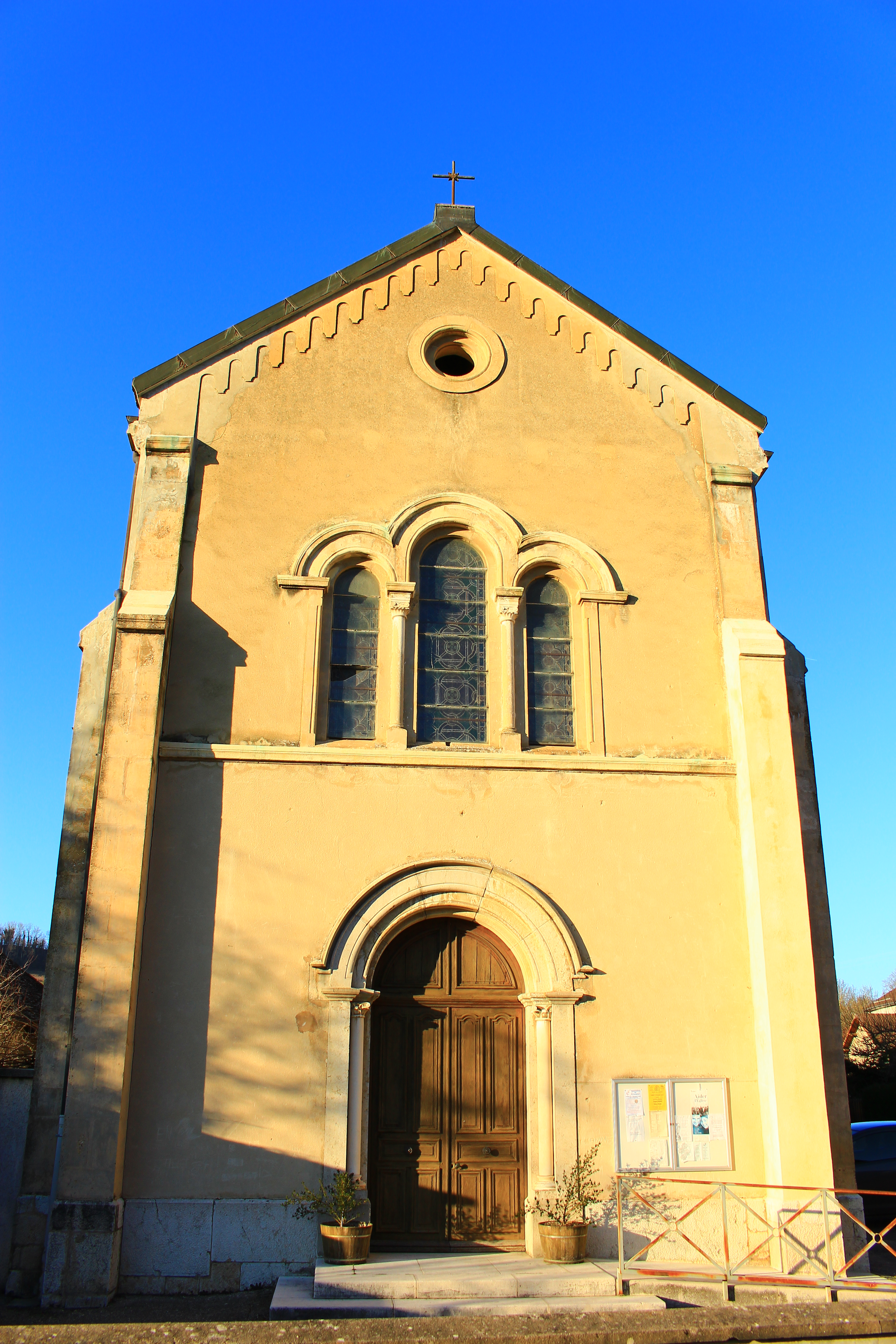
L'église
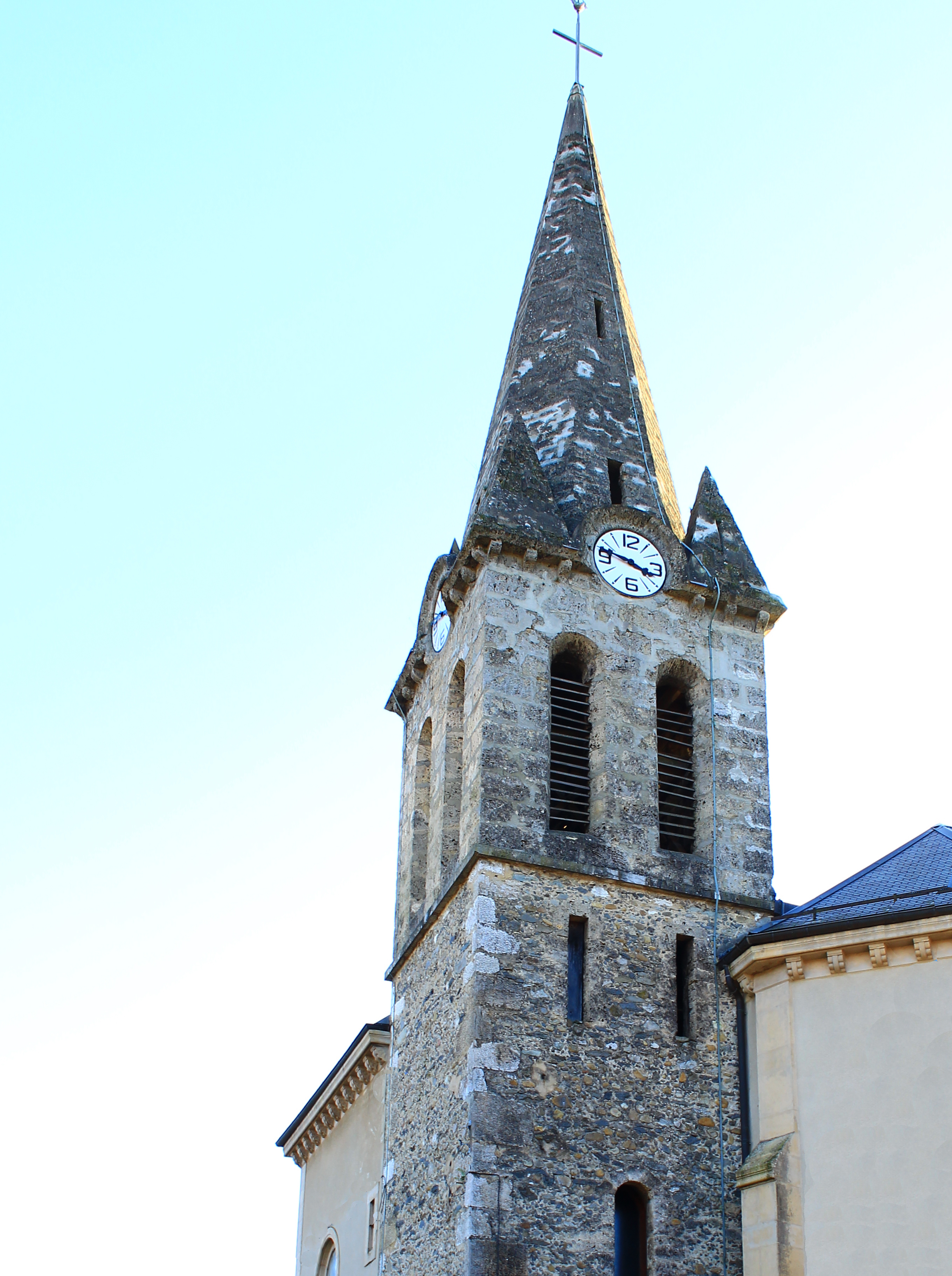
Le clocher de l'église
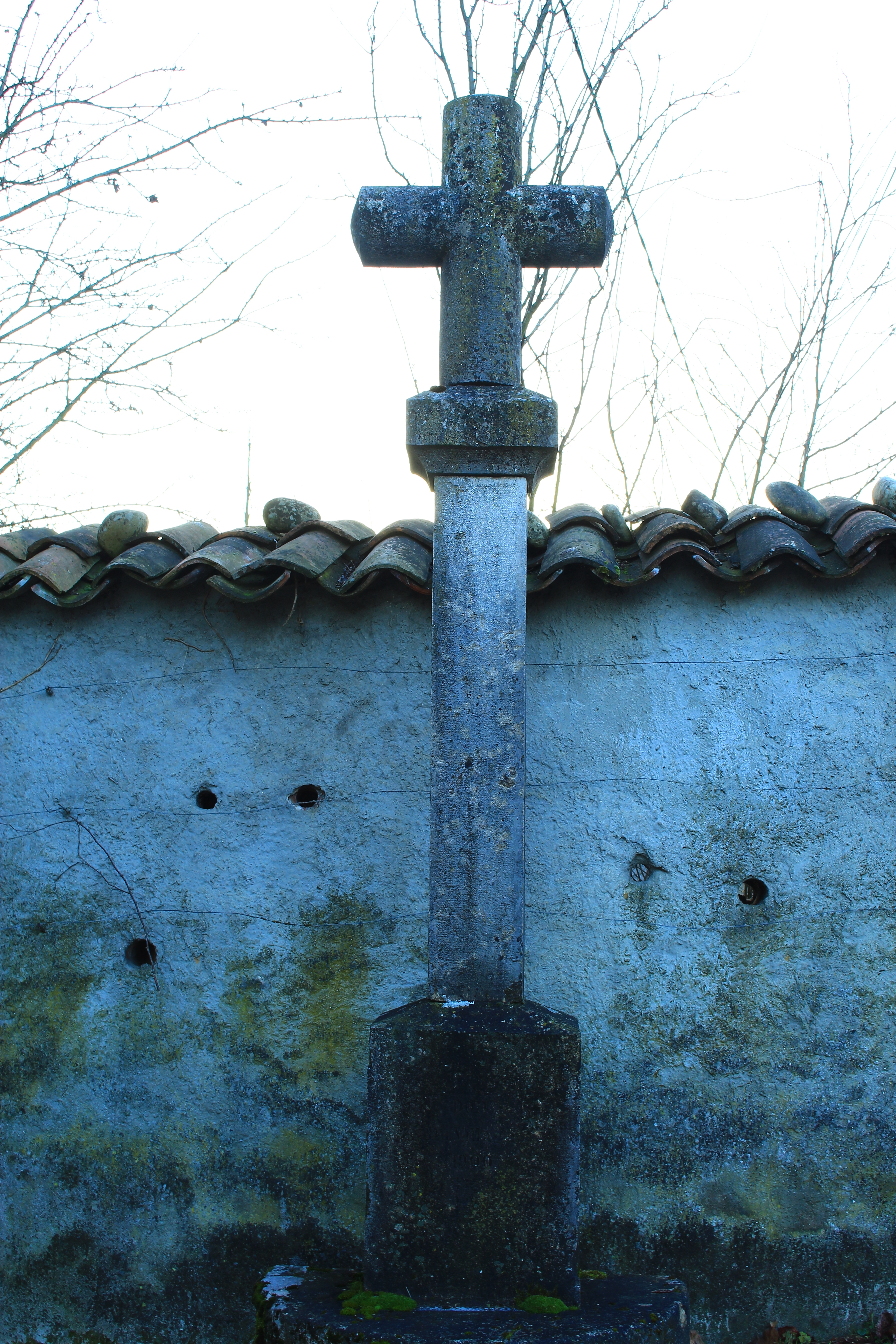
La croix des Basses Rivoires
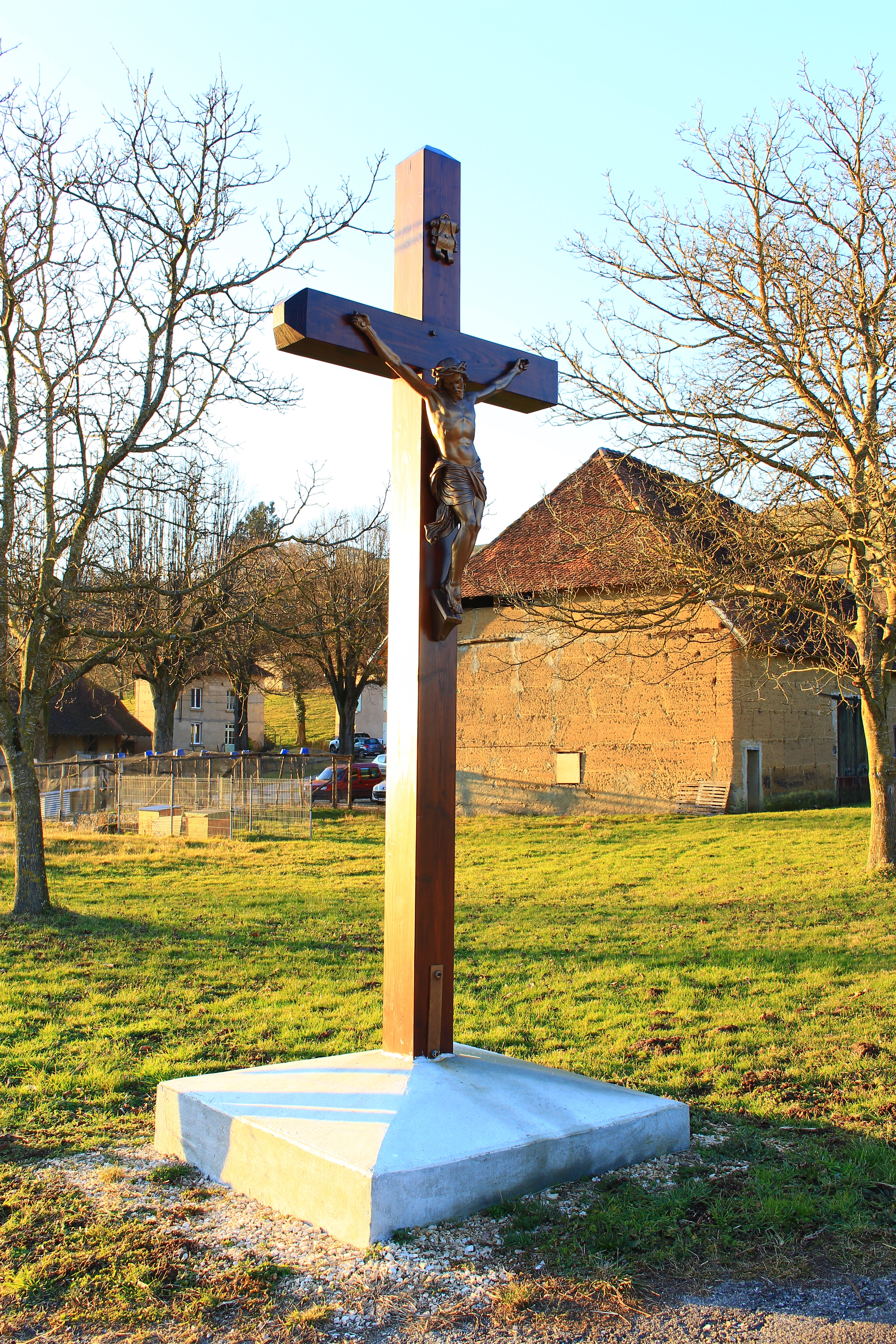
La croix du Donni
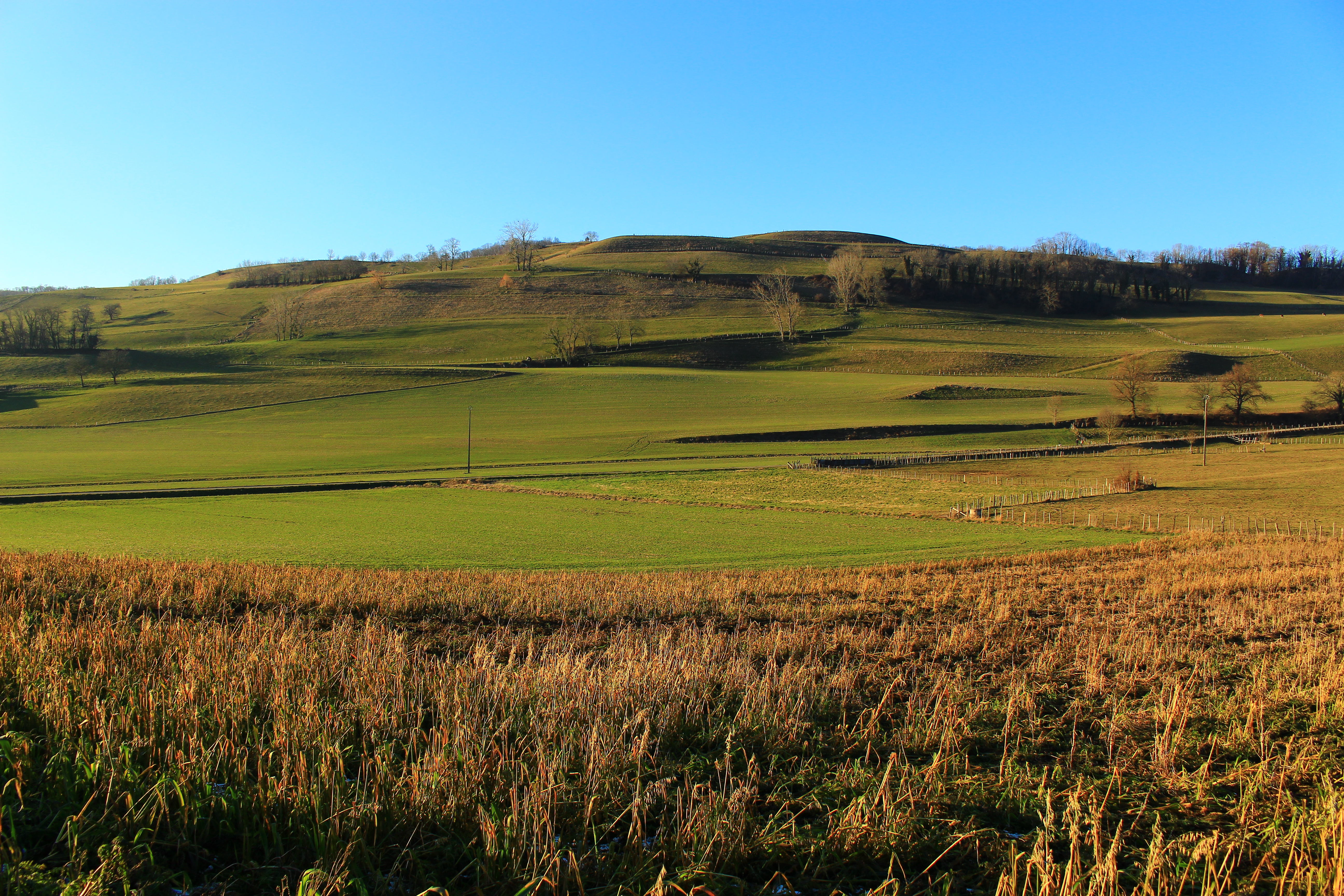
La colline de la Vachère

### Héraldique
|  | Saint-Sulpice-des-Rivoires possède des armoiries dont l'origine et le blasonnement exact ne sont pas disponibles. |